# William R. Pulleyblank
William Robert Pulleyblank é um pesquisador operacional canadense e estadunidense. É professor de pesquisa operacional da Academia Militar dos Estados Unidos (Academia de West Point) onde detém a cátedra Class of 1950 Chair of Advanced Technology.

## Formação e carreira
Pulleyblank obteve um Ph.D. na Universidade de Waterloo em 1973; em sua tese, orientado por Jack Edmonds, trabalhou com perfect matching theory do ponto de vista de combinatória poliédrica. Trabalhou na IBM no final da década de 1960 e retornou para a academia em 1974, como professor da Universidade de Calgary, antes de retornar para Waterloo em 1982. Em Waterloo deteve a CP/NSERC Chair of Optimization and Computer Applications. Em 1990 começou a trabalhar novamente na IBM, onde seu trabalho incluiu a liderança do projeto Blue Gene. Foi promovido a vice-presidente em 2004, e aposentou-se na IBM em 2010, indo então para West Point como professor.

## Prêmios e honrarias
Foi palestrante convidado do Congresso Internacional de Matemáticos em Berlim (1998). É desde 2010 membro da Academia Nacional de Engenharia dos Estados Unidos.